# Acupicta bubases
Acupicta bubases är en fjärilsart som beskrevs av William Chapman Hewitson 1875. Acupicta bubases ingår i släktet Acupicta och familjen juvelvingar. Inga underarter finns listade i Catalogue of Life.